# Dorottya dán királyi hercegnő
Dániai Dorottya (dánul: Dorothea af Danmark, németül: Dorothea von Dänemark; 1546. június 29. – 1617. január 6.), az Oldenburg-házból származó dán királyi hercegnő, III. Keresztély dán király és Szász–Lauenburgi Dorottya leánya, aki Vilmos herceggel kötött házassága révén Braunschweig–Lüneburg hercegnéje.

## Származása
Dorottya hercegnő 1546. június 29-én született Koldingban, a dán királyi dinasztia, az Oldenburg-ház tagjaként. Apja III. Keresztély dán király, I. Frigyes dán király és Anna brandenburgi hercegnő (I. János brandenburgi választófejedelem leányának) gyermeke volt. Anyja a Aszkániai-házból származó Dorottya szász–lauenburgi hercegnő, I. Magnus szász–lauenburgi herceg és Katalin braunschweig–wolfenbütteli hercegnő (I. Henrik braunschweig–wolfenbütteli herceg leányának) gyermeke volt. Dorottya volt szülei legfiatalabb gyermeke. Testvérei között van a későbbi II. Frigyes dán király is.

## Házassága és gyermekei
Dorottya férje a Welf-házból származó Vilmos braunschweig–lüneburgi herceg lett. Vilmos maga I. Ernő braunschweig–lüneburgi herceg és Mecklenburgi Zsófia (V. Henrik mecklenburgi herceg leányának) ötödik gyermeke volt. Dorottya és Vilmos házasságára 1561. október 12-én került sor. Kapcsolatukból összesen tizenöt gyermek született. Gyermekeik:
- Zsófia hercegnő (1563. október 30. – 1639. január 14.), György Frigyes brandenburg–ansbachi őrgróf felesége.
- Ernő herceg (1564. december 31. – 1611. március 2.), apját követvén Braunschweig–Lüneburg hercege.
- Erzsébet hercegnő (1565. október 19-én – 1621. július 17.), férjhez ment Frigyes, Hohenlohe–Langenburg grófjához.
- Keresztély herceg (1566. november 19. – 1633. november 8.), Braunschweig–Lüneburg hercege, a Mindeni egyházmegye adminisztrátora.
- Ágost herceg (1568. november 18. – 1636. október 1.), fivéreit követvén Braunschweig–Lüneburg hercege.
- Dorottya hercegnő (1570. január 1. – 1649. augusztus 15.), I. Károly zweibrücken–birkenfeldi tartománygróf hitvese.
- Klára hercegnő (1671. január 16. – 1658. július 18.), hozzáment I. Vilmos schwarzburg–blankenburgi grófhoz.
- Anna Ursula hercegnő (1572. március 22. – 1601. február 5.),
- Margit hercegnő (1573. április 6. – 1643. augusztus 7.), János Kázmér szász–coburgi herceg felesége.
- Frigyes herceg  (1574. augusztus 28. – 1648. december 10.), fivéreit követvén Braunschweig–Lüneburg hercege.
- Mária hercegnő (1575. október 21. – 1610. augusztus 8.),
- Magnus herceg (1577. augusztus 30. – 1632. február 10.),
- György herceg (1582. február 17. – 1641. április 12.), Callenberg hercege.
- János herceg (1583. június 23. – 1628. november 27.),
- Sybille hercegnő (1584. június 3. – 1652. augusztus 5.), Julius Ernő braunschweig–dannenbergi herceg hitvese.